# Kamienica przy ul. Kościuszki 15 w Iławie
Kamienica przy ul. Kościuszki 15 – zabytkowa neorenesansowa kamienica z początku XX w., położona w Iławie przy ul. Kościuszki 15.
Budynek usytuowany jest na planie zbliżonym do kwadratu, posiada cztery kondygnacje oraz część podpiwniczoną. Poszczególne kondygnacje wydzielone są gzymsami. Parter ozdobiony boniowaniem. Okna są prostokątne w dekoracyjnych obramieniach, zróżnicowanych na każdej kondygnacji. Na parterze – ze zwornikami ozdobionymi rzeźbionymi głowami kobiet i tryglifami podtrzymującymi gzyms nadokienny, na drugim piętrze – z trójkątnymi lub łukowymi naczółkami. Obramienia okien parteru wsparte są na wspólnym gzymsie podokiennym. Budynek wpisany jest do rejestru zabytków pod numerem 543 z 18.03.1987.